# Nagios

Nagios Core (prethodno poznat pod nazivom Nagios) je besplatan softver otvorenog koda za nadzor računala. Ime Nagios je rekurzivni akronim Nagios Ain't Gonna Insist On Sainthood.
U svibnju 2009. jedna grupa Nagios programera se odvojila i kreirala fork pod nazivom Icinga.

## Također pogledajte
- www.cacti.net (engleski)

## Vanjske poveznice
- www.nagios.org (engleski)
- exchange.nagios.org (engleski)